# میا دیمشیچ
میا دیمشیچ (به انگلیسی: Mia Dimšić) (زاده ۷ نوامبر ۱۹۹۲) خواننده و ترانه‌سرا کروات است.
او نماینده کرواسی در یوروویژن ۲۰۲۲ بود.